# Lill-Svälttjärnen
Lill-Svälttjärnen är en sjö i Vindelns kommun i Västerbotten och ingår i Umeälvens huvudavrinningsområde.